# Jerzy Koszutski
Jerzy Koszutski, ps. „Jurand” (ur. 30 stycznia 1905 w Siedlcach, zm. 15 czerwca 1960 w Nowej Rudzie) – polski muzyk i sportowiec.
Jerzy Koszutski był synem Kazimierza Koszutskiego, prezydenta Kalisza. Ukończył Szkołę Muzyczną w Kaliszu. Od wczesnej młodości wykazywał zainteresowania muzyczne i sportowe. W 1928 brał udział w Igrzyskach Olimpijskich w Amsterdamie jako przedstawiciel Polski w kolarstwie torowym, gdzie dotarł do ćwierćfinału w sprincie. W tym samym roku ustanowił rekord Polski w sprincie – 19,6 s. Mimo dobrych osiągnięć w 1929 zrezygnował z kariery sportowej i poświęcił się muzyce.
Po wypadku przy naprawie motocykla, w którym stracił dwa palce, skierował zainteresowania na muzykę lekką. W 1932 zorganizował męski kwartet wokalny pod nazwą Chór Juranda, który z dużym powodzeniem występował w teatrzyku „Wielka Rewia” w Warszawie. Prowadził wielostronną działalność artystyczną, był aranżerem, dyrygentem, pianistą, kompozytorem utworów wokalnych. Najbardziej znane piosenki to: Kilka słów do tekstu Jerzego Jurandota, Komendancie, Oj Kasiu, Kasieńko, Panna Nacia do słów Zenona Friedwalda, Pani mnie poznaje do słów Władysława Jastrzębca, Wiosenne marzenie do słów Jaremy Mirskiego oraz tango Nie gniewaj się do słów Wiktora Friedwalda i Pierwsza miłość do słów Cz. Opałki. Chór Juranda znany w Polsce i za granicą, koncertował w Holandii, Estonii i Łotwie.
Wybuch II wojny światowej zastał chór we Lwowie. Koncertowali w Związku Radzieckim w Leningradzie, Mińsku, Moskwie, Odessie i w wielu innych miastach. Po zajęciu terenów Związku Radzieckiego przez Niemców muzykom z chóru udało się wrócić do Warszawy, a od końca 1943 występowali w kawiarniach Warszawy.
Po wojnie „Chór Juranda” występował wraz z orkiestrą pod dyrekcją Stefana Rachonia w Warszawie i na terenie całego kraju. W czasie swej działalności odbył kilka tysięcy koncertów estradowych, wiele audycji radiowych i nagrań płytowych. Od 1957 Koszutski zajął się głównie komponowaniem, pisał piosenki i utwory fortepianowe, wykładał jednocześnie w Państwowej Wyższej Szkole Muzycznej we Wrocławiu.
Chory na nowotwór przewodu pokarmowego Koszutski w 1950 został skierowany przez lekarzy na leczenie w uzdrowiskach kłodzkich. Po poznaniu mieszkanki Kłodzka Salomei (1920–1996), w 1955 zawarł z nią ślub w Zakopanem i zamieszkał w ówczesnym Powiatowym Domu Kultury w Kłodzku. Od 1957 prowadził tu m.in. amatorski kwartet rewelersów, jednak z Chórem Juranda występował w całej Polsce, m.in. w Kraśniku, Nowym Targu. Do miejsc, w których prowadził chóry męskie należą m.in.: Warszawa, Jelenia Góra, Lubań, Słupiec (kwartet męski przy Kopalni Węgla Kamiennego w Nowej Rudzie), Krosnowice (tu został zaangażowany na prośbę poety Jana Kulki).
Żonaty był wcześniej z Haliną Wiórkowską-Jurandową, akordeonistką i autorką tekstów piosenek.
W 1960 stan zdrowia Koszutskiego znacznie się pogorszył. W marcu i kwietniu był pacjentem III Kliniki Chorób Wewnętrznych Akademii Medycznej we Wrocławiu. Zmarł w szpitalu w Nowej Rudzie. Pochowany został na cmentarzu w Kłodzku.